# Michael Moore
Michael Francis Moore (Flint, 23 aprile 1954) è un regista, sceneggiatore, produttore cinematografico e autore televisivo statunitense, vincitore dell'Oscar al miglior documentario con Bowling a Columbine (2002) e della Palma d'oro al Festival di Cannes con Fahrenheit 9/11 (2004).
Attraverso i propri documentari e libri ha affrontato con spirito critico i problemi e le contraddizioni del sistema politico, economico e sociale degli Stati Uniti, conquistando un grande successo di pubblico, ma procurandosi anche una folta schiera di detrattori, che ne hanno messo in discussione idee e metodi.
Nel 2005 la rivista Time lo ha inserito nella lista delle 100 più influenti persone del mondo.

## Biografia

### Formazione e prime attività
Nato nel 1954 a Davidson, sobborgo di Flint, nel Michigan, cresce in una famiglia proletaria irlandese cattolica. Sia il padre che il nonno lavorano nella locale fabbrica della General Motors e anche lui sembra destinato a seguirne le orme, ma dopo il diploma si iscrive invece all'Università del Michigan. Abbandonati presto gli studi universitari, nel 1976 comincia a lavorare per il giornale alternativo Flint Voice, che in seguito sotto la sua direzione cambia nome in Michigan Voice. Circa dieci anni dopo accetta un posto nella rivista nazionale di controcultura Mother Jones, a San Francisco, ma vi lavora per meno di due anni, per problemi con la direzione.

### 1989: il fortunato esordio nel documentario Roger & Me
In seguito alla chiusura da parte della General Motors della sua fabbrica di Flint, malgrado gli enormi profitti realizzati dalla società, Moore decide di girare un documentario per mostrare quello che il taglio di ben trentacinquemila posti di lavoro abbia significato e come si sia riflesso negativamente sulla realtà locale, a danno di un'intera città.
L'idea originaria è quella di intervistare nello stile di 60 Minutes il presidente della General Motors, Roger Smith, portandolo a Flint per mostrargli direttamente il risultato concreto della decisione presa. Ma il neo-regista non riesce ad incontrarlo e il documentario, fin dal titolo, trova il filo conduttore nei falliti tentativi di essere ricevuto dall'inavvicinabile dirigente.
Il film Roger & Me, realizzato dal regista investendo tutte le risorse economiche personali e creando una propria casa di produzione, la Dog Eat Dog Films, viene distribuito nelle sale statunitensi da Warner Bros. nel dicembre 1989. Grazie all'originale tono ironico conquista l'apprezzamento della critica e un successo di pubblico senza precedenti per un documentario: vince i premi delle principali associazioni critiche statunitensi, come il premio per il miglior documentario del National Board of Review, e incassa circa 6 milioni di dollari a fronte di un budget inferiore ai 200 000 dollari.

### Anni novanta: dagli spettacoli televisivi al best seller Downsize This!
La notorietà ottenuta da Moore con Roger & Me spinge la NBC a proporgli di realizzare un programma televisivo. Il risultato è TV Nation, una combinazione di due generi apparentemente opposti, commedia e documentario, che ha l'obiettivo di divertire gli spettatori e al tempo stesso informarli. La prima stagione, composta da 9 episodi, trasmessa dal 19 luglio al 28 dicembre 1994, ottiene un buon successo di critica, ma il risultato di pubblico non è abbastanza buono perché la NBC decida di programmarne un'altra stagione. Lo show è acquistato dalla Fox, che trasmette una seconda stagione, composta da 8 episodi, dal 21 luglio 1995, ma di nuovo non viene raggiunta l'audience sperata e il programma viene definitivamente cancellato.
Moore si cimenta anche nel cinema di finzione, con il satirico Operazione Canadian Bacon. Ma la distribuzione del film, girato alla fine del 1993, è funestata dalla prematura morte dell'attore protagonista John Candy (4 marzo 1994) e il film esce nei cinema solo nel settembre 1995, passando inosservato.
Nel 1996 pubblica Giù le mani! L'altra America sfida potenti e prepotenti (Downsize This! Random Threats from an Unarmed American), sul tema del ridimensionamento delle grandi compagnie, che chiudono le loro fabbriche negli Stati Uniti e le trasferiscono all'estero per ridurre i costi del lavoro e accrescere i profitti, allargando quindi lo sguardo dal caso specifico di Flint affrontato in Roger & Me all'intero sistema economico americano. Durante il tour promozionale del libro, che entra sorprendentemente nella classifica dei best seller, Moore realizza un nuovo documentario, The Big One (1997), nel quale affronta una serie di casi analoghi a quelli raccontati nel libro.
Nel 1999 torna alla televisione con un nuovo programma sul modello del precedente TV Nation, The Awful Truth ("La Repubblica Popolare Democratica Televisiva"), definito da Moore «un incrocio tra la Federazione Mondiale di Wrestling e la C-SPAN». Finanziato dal canale televisivo britannico Channel 4, lo show viene trasmesso per due stagioni e 24 episodi complessivi sul canale televisivo via cavo Bravo.

### 2000-2003: da Stupid White Men all'Oscar per Bowling a Columbine
Esasperato dal risultato delle elezioni presidenziali del 2000 e dell'amministrazione Bush, nel 2001 Moore scrive Stupid White Men. La pubblicazione è programmata per l'autunno, ma in seguito all'11 settembre la casa editrice HarperCollins chiede all'autore di smorzarne i toni polemici. Grazie ad una campagna dei librai contro quello che è considerato un atto di censura, il libro viene pubblicato integro, senza tagli, nella primavera 2002, e diventa un nuovo best seller.

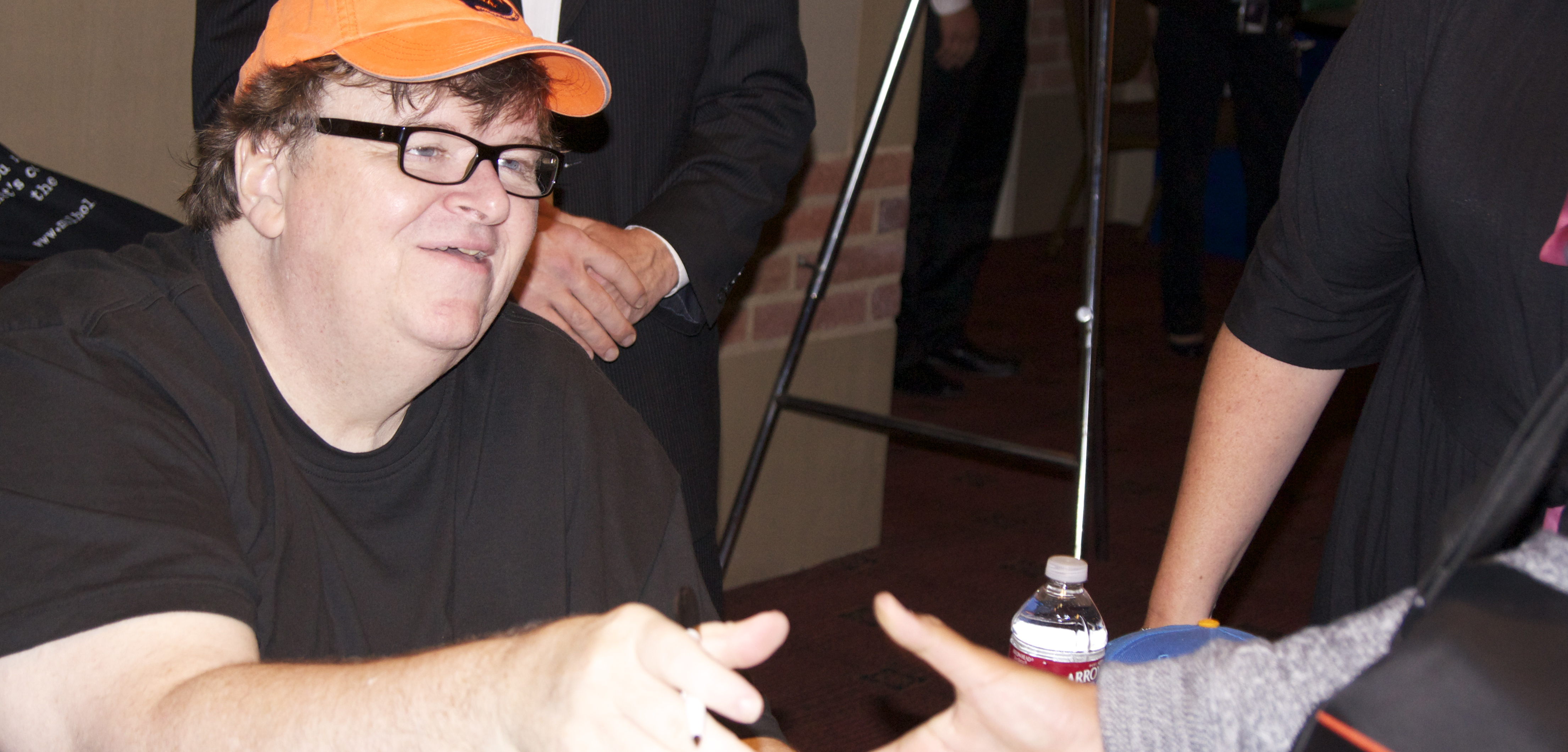
Michael Moore

Quella stessa primavera Moore presenta in concorso al Festival di Cannes il documentario Bowling a Columbine (Bowling for Columbine), incentrato sul tema della proliferazione delle armi e soprattutto della cultura della violenza negli Stati Uniti, che vince all'unanimità il Premio del 55º anniversario. È solo l'inizio di un cammino trionfale, segnato da numerosi premi (premio del pubblico al Festival di San Sebastian, miglior documentario ai National Board of Review Awards 2002 e agli Independent Spirit Awards 2003) e, di nuovo, dopo Roger & Me, da un successo di pubblico senza precedenti per un documentario (oltre venti milioni di dollari incassati in patria e oltre cinquanta complessivi a livello internazionale), che culmina nel Premio Oscar. Alla cerimonia di premiazione, il 23 marzo 2003, durante il discorso di ringraziamento Moore attacca pesantemente Bush e la guerra in Iraq (iniziata appena tre giorni prima):

### 2004:Fahrenheit 9/11e le elezioni presidenziali statunitensi
A due anni di distanza da Bowling a Columbine, Moore torna in concorso al Festival di Cannes con Fahrenheit 9/11, controverso documentario incentrato sui presunti legami tra la famiglia Bush, la famiglia reale saudita e la famiglia bin Laden, sulla guerra al terrorismo e le sue strumentalizzazioni: il clima di paura e la restrizione dei diritti civili negli Stati Uniti, e la guerra in Iraq. Si tratta di un durissimo atto d'accusa all'amministrazione Bush, che la giuria presieduta dal regista Quentin Tarantino premia con il massimo riconoscimento, la Palma d'oro. Solo una volta in precedenza, quasi mezzo secolo prima, nell'edizione del 1956, questa era stata assegnata ad un documentario, Il mondo del silenzio. Nel ricevere il premio, Moore scherza amaramente sul fatto che il film abbia trovato distribuzione praticamente in tutto il mondo, ma non ancora in patria.
In effetti la Disney, per ragioni di opportunità, vieta alla propria controllata Miramax Films, che ha finanziato il film, di distribuirlo negli Stati Uniti. Dopo lunghi negoziati, i fondatori della Miramax Harvey e Bob Weinstein acquistano personalmente i diritti del film e costituiscono con l'appoggio di Lions Gate Films e IFC Films un'apposita società per distribuirlo, The Fellowship Adventure Group. Il film è al centro di violente polemiche da parte di associazioni e mass media conservatori, che si trasformano però in un'enorme promozione gratuita in suo favore. Uscito nelle sale cinematografiche statunitensi il 25 giugno 2004, nel solo weekend d'apertura eguaglia l'intero incasso in patria di Bowling a Columbine e nel giro di un mese supera la barriera dei cento milioni di dollari. Con un incasso di oltre 119 milioni di dollari a livello nazionale e oltre 220 a livello internazionale, è di gran lunga il documentario ad aver incassato di più nella storia del cinema.

### 2007-2015: critica alle politiche sociali

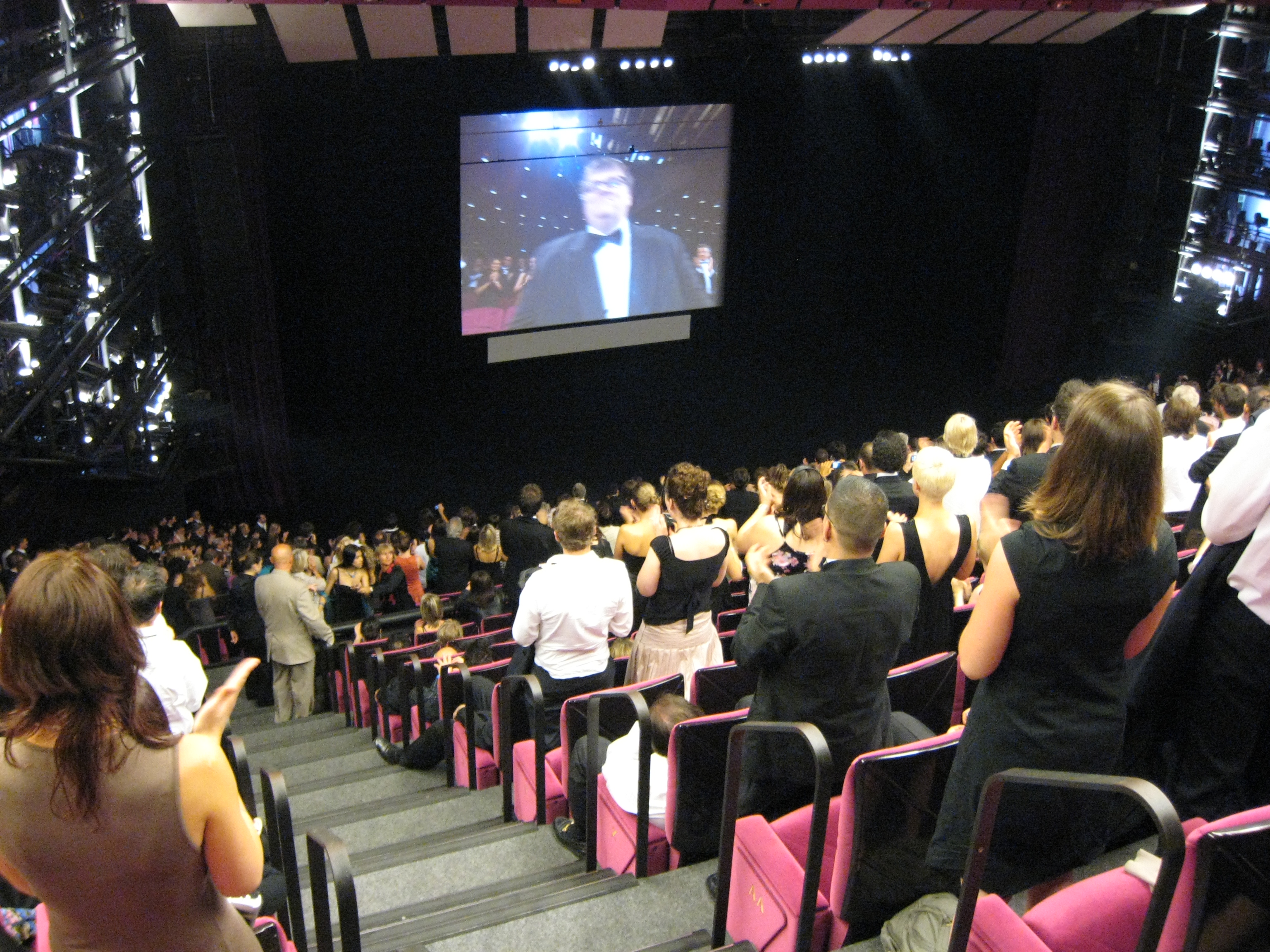
Al festival di Cannes nel 2007

Nel suo successivo documentario, Sicko (2007), Michael Moore affronta un altro tema cruciale, il diritto alla salute, mostrando i gravi problemi e le colpevoli distorsioni del sistema sanitario degli Stati Uniti, completamente in mano alle società private di assicurazione medica, mettendolo a confronto con vari sistemi sanitari a livello mondiale. Pur non riuscendo ad avvicinare l'irripetibile successo commerciale di Fahrenheit 9/11, Sicko incassa comunque oltre 24 milioni di dollari negli Stati Uniti e ottiene una nomination all'Oscar.
Nel luglio 2009 Moore annuncia il titolo del nuovo documentario che verrà proiettato negli Stati Uniti a partire dal mese di novembre dello stesso anno: Capitalism: A Love Story, un film incentrato sulla crisi economica mondiale.
Where to Invade Next è invece il titolo dell'ultimo progetto di Moore. Accolto bene già nell'edizione 2015 del Toronto International Film Festival, è uscito nelle sale statunitensi solo nel febbraio 2016, registrando un notevole successo di pubblico all'esordio, e la consueta coda di polemiche per la posizione critica assunta nei confronti della politica sociale - non militare quindi come suggerisce il titolo - statunitense.

### 2016-2018: l'ascesa di Donald Trump e la crisi del Partito Democratico
Nel docu-film Michael Moore in Trumpland - Nella terra di Trump, Moore parla della campagna per le elezioni presidenziali negli Stati Uniti d'America del 2016. Si tratta di un monologo di Moore che parla su un palcoscenico della contea di Clinton, in Ohio (roccaforte elettorale dei repubblicani), esprimendo le sue opinioni sui due candidati: nel film si mettono in evidenza i punti di forza dell'allora candidata democratica Hillary Clinton, con la consapevolezza che il candidato repubblicano Donald Trump avrebbe anche potuto vincere.
A distanza di due anni, in vista delle elezioni di mediotermine del 2018, Moore presenta il film Fahrenheit 11/9, in cui già dal titolo si fa un evidente riferimento al precedente film Fahrenheit 9/11 (in cui si criticava la politica di Bush Jr) e alla data di proclamazione di Trump (avvenuta il 9 novembre 2016): oltre ad un bilancio dell'amministrazione Trump, il regista di Flint si interroga sulle motivazioni che avevano portato alla sconfitta di Hillary Clinton.

## Filmografia

### Regista

#### Cinema
- Roger & Me (1989)
- Operazione Canadian Bacon (Canadian Bacon) (1995)
- The Big One (1997)
- Bowling a Columbine (Bowling for Columbine) (2002)
- Fahrenheit 9/11 (2004)
- Sicko (2007)
- Slacker Uprising (2008) Nuova versione del precedente Captain Mike Across America (2007)
- Capitalism: A Love Story (2009)
- Where to Invade Next (2015)
- Michael Moore in Trumpland - Nella terra di Trump (Michael Moore in TrumpLand) (2016)
- Fahrenheit 11/9 (2018)

#### Televisione
- Pets or Meat: The Return to Flint (1992)
- And Justice for All (1998)

#### Video musicali
- Sleep Now in the Fire dei Rage Against the Machine (2000)
- Testify dei Rage Against the Machine (2000)
- All the Way to Reno dei R.E.M. (2001)
- Boom! dei System of a Down (2003)

### Attore
- Operazione Canadian Bacon (Canadian Bacon) (1995)
- Innamorati pazzi (Mad About You) – serie TV, episodi 2x23-2x24 (1997)
- Edtv, regia di Ron Howard (1999)
- Magic Numbers - Numeri magici (Lucky Numbers), regia di Nora Ephron (2000)
- The Fever, regia di Carlo Gabriel Nero (2004)
- BrainDead - Alieni a Washington (BrainDead) – serie TV, episodio 1x09 (2016)

## Riconoscimenti
- Premio Oscar
  - 2003 – Miglior documentario per Bowling a Columbine
  - 2008 – Candidatura al miglior documentario per Sicko

- Premio Emmy
  - 1995 – Miglior documentario o programma non-fiction per TV Nation
  - 1996 – Candidatura al miglior documentario o programma non-fiction per TV Nation
  - 1999 – Candidatura al miglior documentario o programma non-fiction per The Awful Truth
  - 2001 – Candidatura al miglior reality non strutturato per The Awful Truth

- Festival di Cannes
  - 2002 – Candidatura alla Palma d'oro per Bowling a Columbine
  - 2002 – Premio del 55º anniversario per Bowling a Columbine
  - 2004 – Palma d'oro per Fahrenheit 9/11

- Festival di Cannes
  - 2009 – Leoncino d'oro per Capitalism: A Love Story
  - 2009 – Premio Open per Capitalism: A Love Story
  - 2009 – Candidatura al Leone d'oro per Capitalism: A Love Story

## Doppiatori italiani
- Franco Zucca in Bowling a Columbine, Capitalism: A Love Story
- Massimo Bitossi in Fahrenheit 9/11, Fahrenheit 11/9
- Oreste Rizzini in Magic Numbers - Numeri magici
- Angelo Nicotra in Sicko
- Stefano Albertini in Where to Invade Next

## Televisione
Moore ha scritto e presentato i seguenti show televisivi:
- TV Nation (1994-1995)
- The Awful Truth (1999-2000)
- Michael Moore Live (1999)

## Libri
- Giù le mani! L'altra America sfida potenti e prepotenti (Downsize This! Random Threats from an Unarmed American) (1996). ISBN 88-04-53865-1
- Adventures in a TV Nation (1998). ISBN 0-06-098809-6
- Stupid White Men (2001). ISBN 88-04-53907-0
- Ma come hai ridotto questo paese? (Dude Where's My Country?) (2003). ISBN 88-04-52685-8
- Ingannati e traditi. Lettere dal fronte (Will They Ever Trust Us Again?) (2004). ISBN 88-04-54459-7
- The Official Fahrenheit 9/11 Reader (2004). ISBN 0-7432-7292-7
- Chiedilo a Mike! - Consigli al nuovo presidente degli Stati Uniti (Mike's Election Guide) (2008). ISBN 978-88-04-58368-4
- Guai in arrivo. La storia della mia vita (Here Comes Trouble) (2011). ISBN 978-88-04-53418-1